# Tiburonella viscana
Tiburonella viscana é uma espécie de anfípode da subordem Amphilochidea, descrita em 1964.

## Ecologia
Esta é uma espécie bentônica e subtidal encontrada em fundos arenosos de 3 a 27 m de profundidade, nos oceanos Atlântico e Pacífico. É encontrada na costa brasileira, desde a zona entremarés até 21 m de profundidade, e associada a areia lamacenta.

## Uso na pesquisa
Desde 1993, T. viscana é frequentemente usada para testes ecotoxicológicos de sedimentos, pois é um organismo sensível a diversos tipos de contaminantes, é abundante e possui ampla distribuição geográfica, assim como apresenta também alta taxa de sobrevivência em condições de laboratório.